# Andrew Panko
Andrew « Andy » John Panko III, né le 29 novembre 1977, à Harrisburg, en Pennsylvanie, est un joueur américain de basket-ball. Il évolue durant sa carrière au poste d'ailier fort.

## Biographie
Lors de la saison 2007-2008, il est nommé meilleur joueur du championnat de seconde division espagnole, la Liga española de baloncesto.
Lors de la saison 2013-2014, Panko est nommé meilleur joueur de la Liga ACB lors des 18e (ex æquo avec Mike Muscala) et 19e journées. Il est aussi MVP des mois de janvier et février,,.
Lors de la saison 2014-2015, Panko est nommé meilleur joueur de la Liga lors des 12e et 21e journées,. Il est aussi nommé meilleur joueur des mois de décembre, février et avril,,.

## Palmarès
- Champion CBA 2002
- MVP CBA 2003
- MVP de la Liga ACB 2012
- Meilleur marqueur de la Liga ACB 2012